# بیله وودراف
بیله وودراف (انگلیسی: Bille Woodruff؛ زادهٔ) یک کارگردان اهل ایالات متحده آمریکا است.
- هانی